# Taxithelium clastobryoides
Taxithelium clastobryoides är en bladmossart som beskrevs av Hugh Neville Dixon 1935. Taxithelium clastobryoides ingår i släktet Taxithelium och familjen Sematophyllaceae. Inga underarter finns listade i Catalogue of Life.